# Holostei
Holostei so nižji razred rib kostnic z nekaterimi karakteristikami primitivnih rib. Mednje uvrščamo osem vrst, ki so razdeljene v dva redova. V red Amiiformes spada ena danes poznana vrsta, Amia calva, preostale vrste pa so uvrščene v red Lepisosteiformes. Obstaja še več fosilnih ostankov ribjih vrst, ki sodijo med Holostei-e.
Holostei imajo nekaj značilnosti nižjega razreda Teleostei in nekaj značilnosti morskih psov. V primerjavi z drugo skupino primitivnih rib, Chondrostei, so Holostei po značilnostih bližje teleosteom kot morskim psom. Ime izvira iz grških besed holos - celo in osso (osteo) - kost. Nanaša se na njihovo kostno strukturo.